# Enlisted
Enlisted é um jogo multijogador de tiro em primeira pessoa, baseado em esquadrões e gratuito para jogar, desenvolvido pela Darkflow Software e publicado pela Gaijin Entertainment. O jogo se passa durante a Segunda Guerra Mundial e envolve grandes batalhas em várias frentes da guerra. Foi lançado como título de lançamento para o Xbox Series X/S e foi temporariamente exclusivo para este console. Em 2 de março de 2021, o beta fechado foi lançado para o PlayStation 5. Em 8 de abril de 2021, o jogo foi disponibilizado para PC como parte de um teste beta aberto.

## Jogabilidade
Enlisted é um jogo baseado em esquadrões, onde cada jogador controla um esquadrão de infantaria ou a tripulação de um veículo militar. Os jogadores comandam um esquadrão composto por 3 a 9 soldados, cada um representando uma unidade militar real, como a 1ª Divisão de Infantaria dos Estados Unidos, e pertencendo a diferentes classes. Estes soldados estão equipados com armas específicas de suas classes, incluindo rifles, submetralhadoras, metralhadoras, rifles de precisão, morteiros, armas antitanque ou lança-chamas. Os jogadores também têm a opção de controlar a tripulação de veículos como tanques ou caças, sendo necessário pelo menos um deles estar equipado no menu. Um jogador controla um dos soldados de seu esquadrão e tem a capacidade de dar ordens aos outros soldados IA do seu esquadrão, alternando entre eles conforme necessário. O menu principal permite a gestão dos esquadrões, soldados e armamentos do jogador. Neste menu, é possível equipar e atualizar esquadrões, adquirir novos soldados e armas, alternar entre modos de jogo e campanhas, e personalizar vários outros aspectos do jogo.
Os jogadores participam de batalhas em mapas que reproduzem as principais frentes da Segunda Guerra Mundial, incluindo a Frente Oriental, Frente Ocidental, a Campanha do Norte da África e o Teatro do Pacífico. Eles são divididos em duas equipes, representando os Aliados (como o Exército Vermelho, Exército dos Estados Unidos, Corpo de Fuzileiros Navais dos Estados Unidos, Exército Britânico, Forças Francesas Livres, Exército Australiano e Exército da Nova Zelândia) e o Eixo (Wehrmacht, Volkssturm, Exército Real Italiano, Exército Imperial Japonês e Exército Romeno). As forças específicas utilizadas dependem da campanha selecionada. Por exemplo, a Campanha da Tunísia envolve o Exército dos Estados Unidos, o Exército Britânico, as Forças Francesas Livres, o Exército Australiano e o Exército da Nova Zelândia lutando contra a Wehrmacht e o Exército Real Italiano. O jogo apresenta seis campanhas: Batalha de Moscou, Invasão da Normandia, Batalha de Berlim, Batalha de Stalingrado, Batalha da Tunísia e Guerra do Pacífico.

### Opções dematchmaking
- Esquadrões – Este é o matchmaking padrão, no qual os jogadores surgem na partida com seus esquadrões completos.
- Lone Fighters – Neste modo modificado de matchmaking, os jogadores não iniciam a partida com seus esquadrões completos. Em vez disso, eles selecionam soldados individuais de seus esquadrões para nascer. Se um soldado for morto, ele fica indisponível pelo resto da partida, e outro soldado deve ser escolhido para respawn. Para compensar, o número de spawns aumenta neste modo. A maior parte da interface do usuário (HUD) fica oculta neste modo. Ele é desbloqueado no nível 3 da campanha.
- Personalizado – Este modo permite jogar em mapas personalizados criados pela comunidade Enlisted, que podem incluir armas exclusivas de eventos passados e armas desbloqueáveis padrão.

O jogo oferece níveis de tutorial para jogadores solo, com uma jogabilidade básica, incluindo aulas sobre o uso de tanques, aviões e engenheiros. Além disso, os jogadores têm acesso a um campo de tiro que contém todas as armas disponíveis no jogo.

### Modos de jogo
- Conquista – Ambas as equipes lutam para controlar três pontos de controle (cinco na "Batalha de Berlim") em um mapa. Cada equipe é representada por uma barra colorida que se esgota enquanto a equipe inimiga tiver dois ou mais pontos controlados. A partida termina quando a barra de um time se esgota totalmente.
- Invasão – Uma equipe tenta tomar uma série de cinco pontos de controle em um mapa grande, enquanto a outra tenta defender cada ponto. Cada ponto é jogado sequencialmente; se os defensores perderem um ponto, deverão recuar para o próximo ponto. Os atacantes estão restritos a 1.000 tickets de respawn (incluindo soldados IA). Bilhetes adicionais podem ser obtidos capturando pontos de controle ou derrubando balões de barragem em determinados mapas. A partida termina quando os atacantes ficam sem tickets ou os defensores perdem todos os seus pontos de controle.
- Assalto – Uma equipe deve defender uma série de pontos de controle, impedindo a outra equipe de capturá-los. No entanto, dois pontos devem ser capturados por vez para progredir, e os pontos podem ser capturados por qualquer equipe, permitindo que a equipe defensora atrase o inimigo ou empurre para trás.
- Destruição – Uma equipe deve defender uma série de pontos de controle. No entanto, em vez de pontos de controle regulares que devem ser capturados, a equipe atacante deve plantar explosivos em cada ponto e destruí-los para sabotar o inimigo. Esses explosivos podem ser removidos pelo inimigo, portanto os atacantes devem defender seus explosivos depois de plantados.
- Escolta de trem blindado – Uma equipe deve escoltar um trem blindado por duas estações, enquanto a outra equipe deve detê-los. As zonas de reaparecimento e os objetivos mudam conforme o trem avança.
- Confronto – Ambas as equipes lutam para controlar uma série de pontos de controle. Cada ponto é jogado sequencialmente e a linha de frente muda com cada ponto capturado; porém, ambas as equipes estão na ofensiva e podem recuperar os pontos perdidos. A partida termina quando uma equipe fica sem tickets ou perde todos os seus pontos de controle.

## Desenvolvimento
A Gaijin Entertainment e a Darkflow Software anunciaram o jogo pela primeira vez em 2016 como um título financiado por crowdfunding. Foram anunciadas duas campanhas focadas na Batalha de Moscou e na Invasão da Normandia. O jogo foi apresentado como um "jogo de tiro em primeira pessoa decidido pelos fãs, para os fãs". Os desenvolvedores afirmaram que os apoiadores teriam uma participação direta na criação do jogo, incluindo aspectos como campanhas, modos de jogo e até a escolha de quais plataformas além do PC seriam suportadas. Além disso, outras campanhas seriam desbloqueadas à medida que as metas de financiamento do jogo fossem atingidas, e os níveis de financiamento mais altos permitiriam aos contribuidores escolher qual campanha seria adicionada em seguida.
O primeiro teste de jogo público ocorreu em abril de 2020 no PC. Em novembro de 2020, a iluminação global com Ray Tracing e DLSS foi adicionada ao jogo. Em 20 de maio de 2021, a campanha da Batalha de Berlim foi parcialmente lançada em um teste beta público, seguida pela Campanha da Tunísia.

## Lançamento
Na E3 2018, a Microsoft confirmou que o jogo seria lançado no Xbox e faria parte do Xbox Game Preview daquele ano. O primeiro teste de jogo público ocorreu em abril de 2020 no PC, e em outubro do mesmo ano, a Microsoft anunciou que Enlisted faria parte dos títulos de lançamento do Xbox Series X/S e que seria um exclusivo temporário do console. Em 2 de março de 2021, o beta fechado foi lançado no PlayStation 5. A Nvidia confirmou o lançamento do jogo para PC. Em 8 de abril de 2021, o jogo foi lançado para PC como um teste beta aberto. Em 4 de outubro de 2021, Enlisted foi lançado para PlayStation 4 e Xbox One, embora apenas com as campanhas de Moscou, Normandia e Tunísia. Desde então, todas as seis campanhas foram lançadas em todas as plataformas.

## Recepção
XboxEra deu a Enlisted uma classificação de 5/10, dizendo que os melhores elementos do jogo eram "medíocres" e seus piores elementos "verdadeiramente terríveis". XboxEra elogiou o manuseio das armas, mas criticou os controles desconfortáveis do jogo, a trilha sonora genérica e o baixo desempenho. Foram feitas críticas severas ao lento sistema de progressão dos jogadores no jogo, onde cada item deve ser adquirido individualmente para cada soldado de cada esquadrão, levando a descrições negativas do sistema como "pay-to-win"
Uma crítica de Penny Arcade elogiou Enlisted, chamando-o de "uma explosão absoluta" e "o melhor jogo de tiro da Segunda Guerra Mundial". A análise também destacou os "encontros no estilo 'Matrix' do jogo, onde você pode morrer para alguém apenas para voltar à consciência em outro corpo".
A GLN deu a Enlisted uma classificação de 7,8/10, elogiando os visuais do jogo como "detalhados e realistas" e destacando que o FPS oferece uma "experiência de jogo envolvente". A análise da GLN também elogiou o design dos mapas, mas criticou o sistema de matchmaking do jogo, além de apontar problemas com animações e a presença de bugs e falhas.